# Dezső Szomory
Dezso Szomory (n. 1869 – d. 1944) a fost un scriitor maghiar.
1. 1 2  Dezső Szomory, Autoritatea BnF
2. 1 2  Szomory Dezső, accesat în 9 octombrie 2017
3. 1 2  Szomory Dezső, Discogs, accesat în 9 octombrie 2017
4. ↑  Magyar életrajzi lexikon, accesat în 20 septembrie 2022
5. ↑  PIM authority[*] Verificați valoarea |titlelink= (ajutor);
6. ↑  „Dezső Szomory”, Gemeinsame Normdatei, accesat în 1 ianuarie 2015
7. ↑  CONOR.SI[*] Verificați valoarea |titlelink= (ajutor)